# Ulf Stark
Ulf Gottfrid Stark (Stoccolma, 12 luglio 1944 – 13 giugno 2017) è stato uno scrittore e sceneggiatore svedese.
I libri di Stark hanno ricevuto premi molto prestigiosi, come il premio Astrid Lindgren nel 1993, il Deutsche Jugendliteraturpreis nel 1994 e il Nordic Children's Book Prize nel 1998.

## Carriera
Stark è nato e cresciuto a Stureby, quartiere di Stoccolma, luogo che compare in molti dei suoi libri. L'interesse di Stark per la scrittura iniziò presto: già durante gli studi al liceo iniziò a frequentare circoli di scrittura grazie al compagno di classe Peter Curman (diventerà anch'egli scrittore); nel 1964 scrisse la sua prima poesia Ett hål till livet. In seguito a ciò, Stark fu notevolmente incoraggiato a intraprendere la carriera di scrittore.
Dal 1989 al 1998 è stato membro eletto della Svenska barnboksakademin, organizzazione non a scopo di lucro che promuove la letteratura per bambini e ragazzi.
Stark è morto il 13 giugno 2017 all'età di 72 anni a causa di un tumore.

## Opere
- 1966 – Sophämtarna
- 1967 – Skärgårdsliv
- 1975 – Petter och den röda fågeln (primo libro per ragazzi di Ulf Stark)
- 1976 – Petter och de upproriska grisarna
- 1978 – Patrik
- 1984 – Dårfinkar & dönickar
- 1985 – Maria Bleknos
- 1986 – Låt isbjörnarna dansa
- 1987 – Jaguaren (vincitore del Nils Holgersson Plaque)
- 1987 – Sixten
- 1989 – Karlavagnen
- 1991 – Min vän Percys magiska gymnastikskor
- 1992 – Sai fischiare, Johanna? (vincitore del Deutscher Jugendliteraturpreis del 1994)
- 1995 – Min vän shejken i Stureby
- 1996 – Min syster är en ängel (vincitore dell'August Prize del 1996)
- 1997 – Ängeln och den blåa hästen
- 1997 – Inget trams
- 1998 – När pappa visade mej världsalltet
- 1998 – Lilla Asmodeus
- 2000 – Ensam med min bror
- 2000 – Den svarta fiolen
- 2001 – Mitt liv som Ulf
- 2001 – Vi läser storbildsblock
- 2001 – Hönsfjäderskorna
- 2002 – När mamma var indian
- 2002 – Göran och draken
- 2003 – Fullt med flugor i klassen
- 2003 – När jag besökte himlen
- 2004 – Kvällen när pappa lekte
- 2004 – Min vän Percy, Buffalo Bill och jag
- 2005 – Märklin och Turbin
- 2008 – En stjärna vid namn Ajax

## Riconoscimenti
- Guldbagge
  - 1995 - Candidatura a migliore sceneggiatura per Sixten
  - 2000 - Migliore sceneggiatura per Un sogno realizzato